# Humboldtstraße (Naumburg)

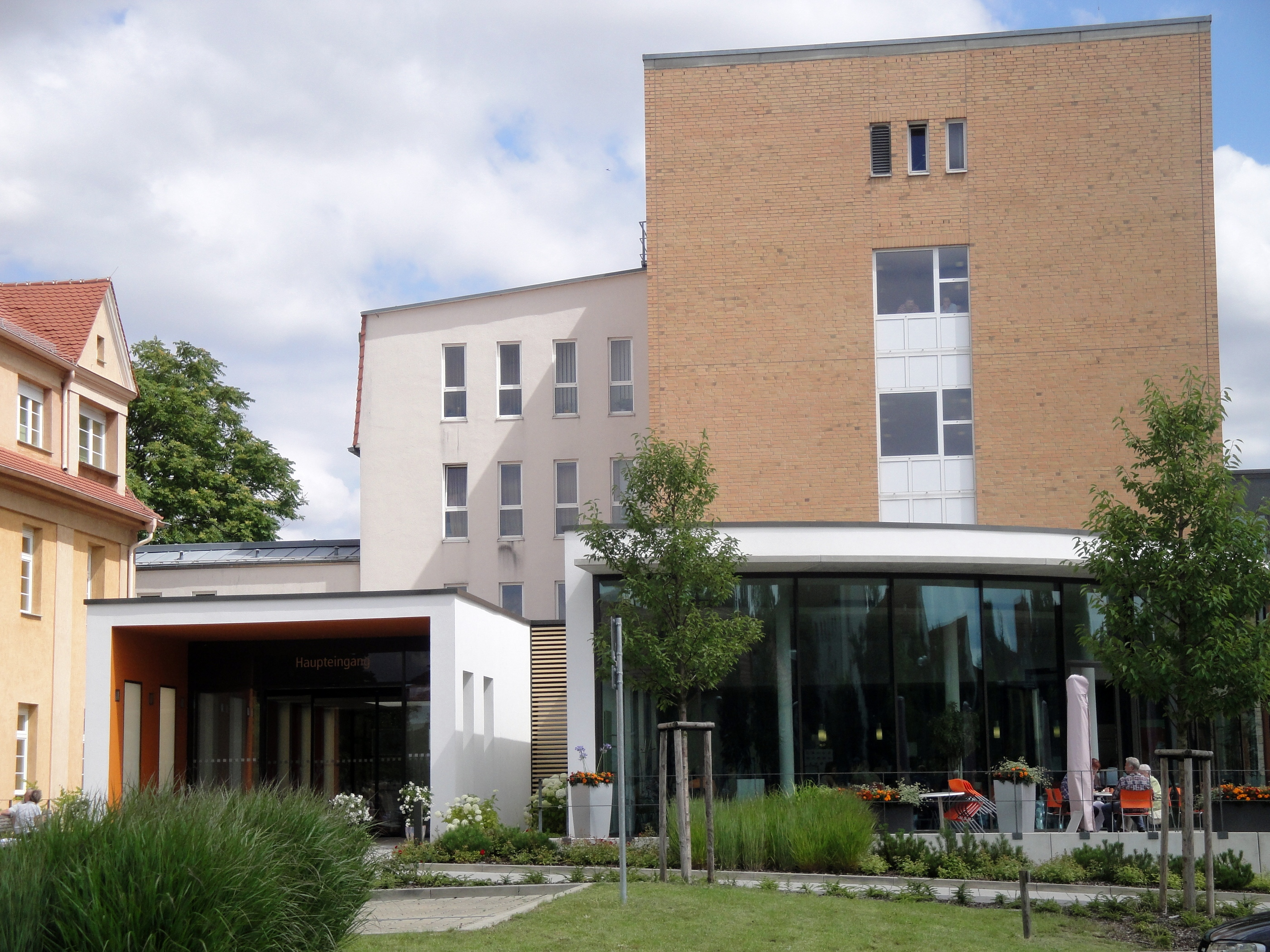
Saale-Unstrut-Klinikum

Die Humboldtstraße in Naumburg (Saale) ist eine Anliegerstraße. Ausgehend von der Jägerstraße verläuft sie nahezu gerade bis zur Straße Am Auenblick, wo sie endet. Unmittelbar hinter ihrem Ende verläuft die Bahnstrecke Naumburg–Teuchern.
Die nach den Gebrüdern von Humboldt benannte Straße ist der Sitz des Saale-Unstrut-Klinikums. Außerdem befindet sich in der Humboldtstraße 11  das katholische Luisenhaus, wo zugleich eine Kindertagesstätte eingerichtet ist.
Auf der Liste der Kulturdenkmale in Naumburg (Saale) steht die Humboldtstraße nicht.